# Cotta’sche Verlagsbuchhandlung

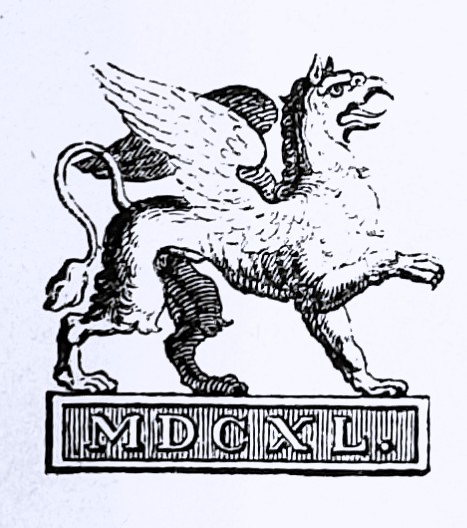
Der Greif, Verlagszeichen seit 1839

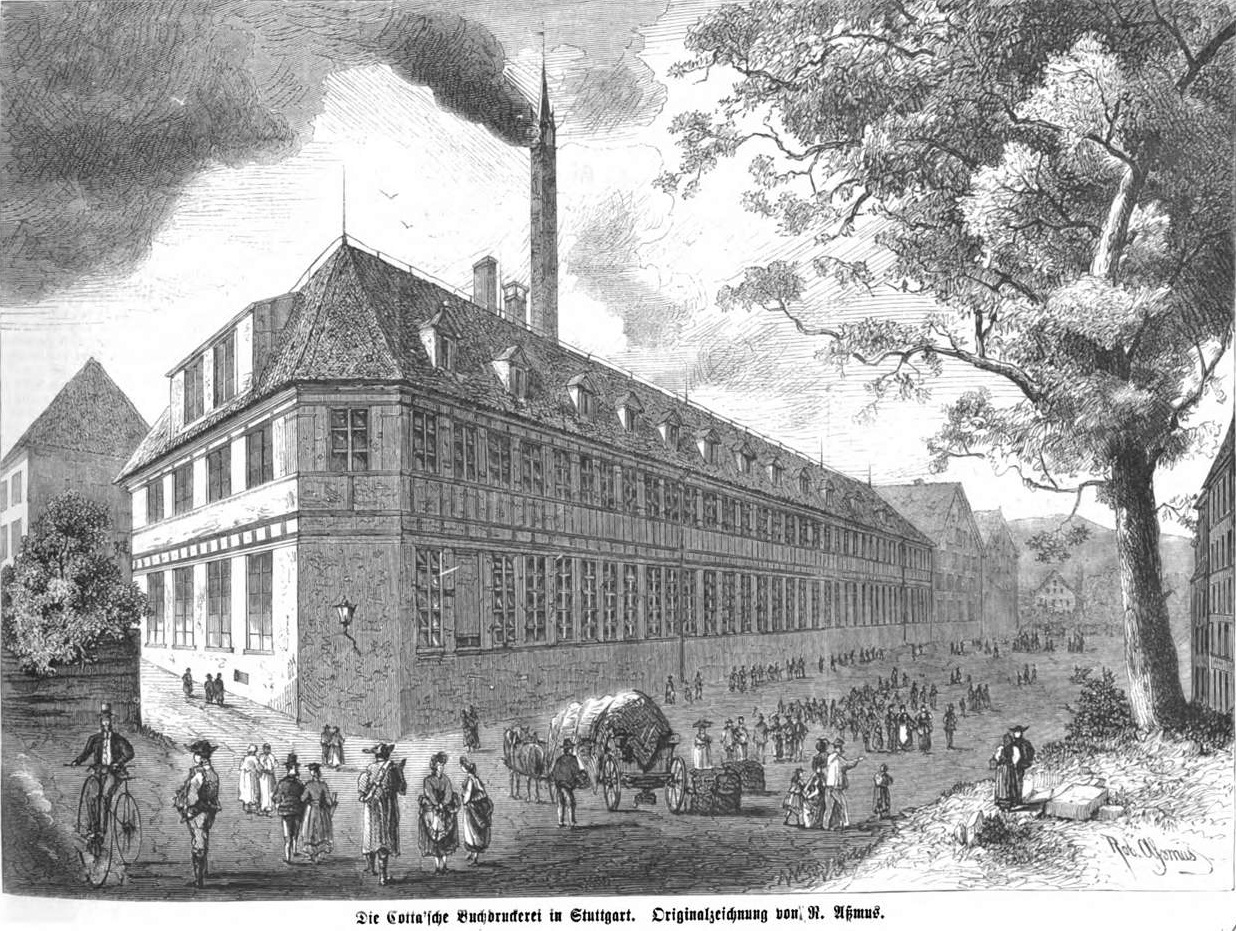
Die ehemalige Cottasche Buchdruckerei in Stuttgart (Grafik von Robert Assmus, 1870)

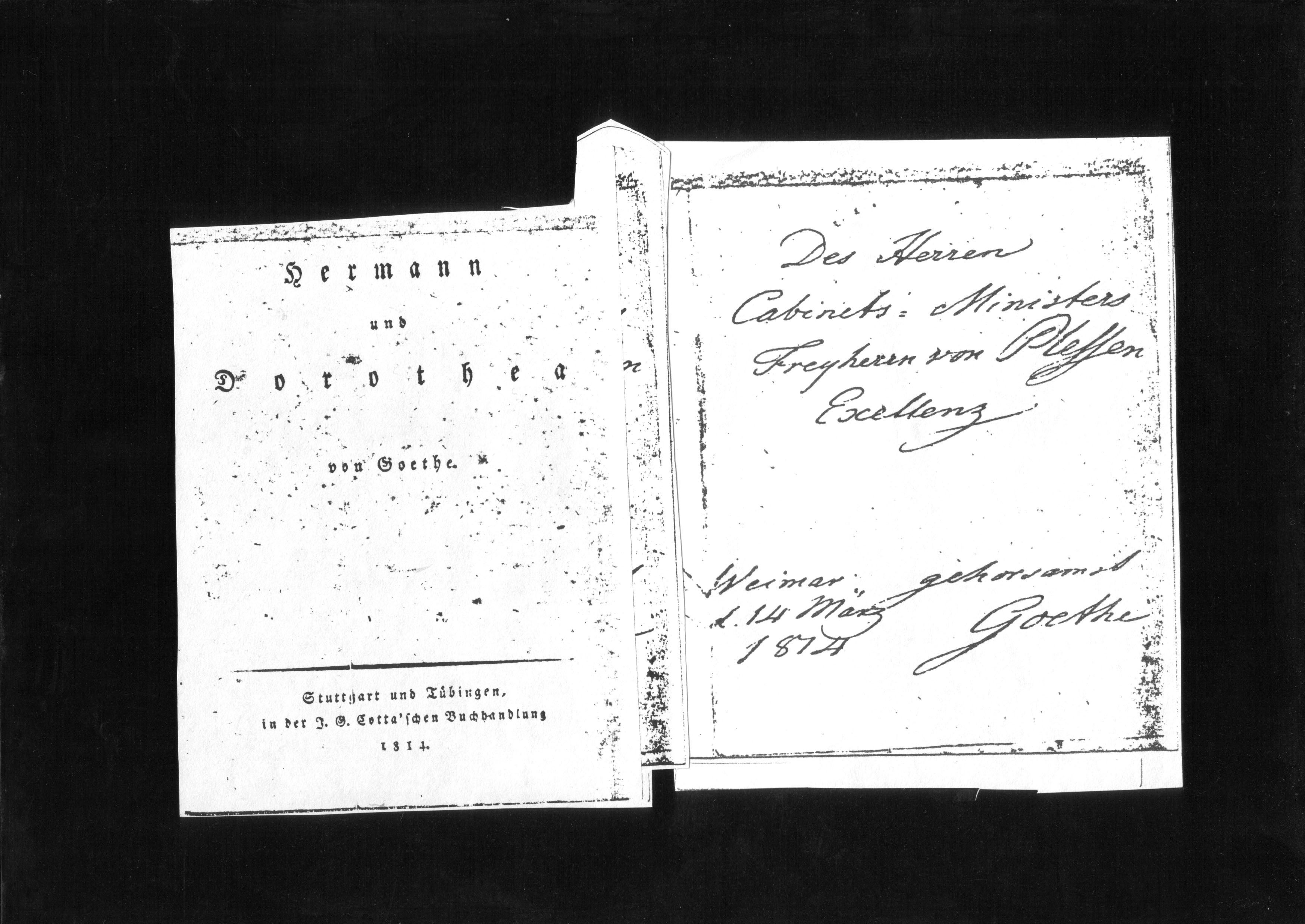
Einladungskarte Johann Wolfgang von Goethes an den mecklenburgischen Staatsminister Leopold von Plessen zu einer Lesung von Hermann und Dorothea in der Cotta’schen Buchhandlung (1814)

Die Cotta’sche Verlagsbuchhandlung war ein 1659 in Tübingen gegründeter Verlag, der sich bis 1889 im Besitz der Verlegerfamilie Cotta und danach bis 1956 im Besitz der Verlegerfamilie Alfred Kröner befand. Als der Verlag 1977 an den Ernst Klett Verlag kam, wurde er Teil der Verlagsgemeinschaft Ernst Klett-J.G. Cotta’sche Buchhandlung Nachf. GmbH, die unter dem Kurznamen Klett-Cotta bekannt ist.

## Geschichte
1658 wurde Johann Georg Cotta als Geschäftsführer einer Tübinger Buchhandlung eingesetzt, die 1596 von Erhard Cellius gegründet worden war. Der Betrieb gehörte Euphrosina Brunn, Witwe des Vorinhabers Philibert Brunn II., die ihn am 22. November 1659 heiratete. Ab 1681 führte diesen Betrieb sein Stiefsohn Philibert Brunn III fort, daraus ging die Osiandersche Buchhandlung hervor. Im Jahr 1659 hatte Cotta noch einen Verlag neben der Buchhandlung aufgebaut, den er als „Cotta’sche Verlagsbuchhandlung“ fortführte. Das Hochzeitsdatum gilt als Gründungstag. Er übernahm mehrere Kunden aus Brunns Betrieb. Der Verlag hatte eine enge Verbindung zur Universität Tübingen und gab Bücher aus den Bereichen Jura, Philosophie und Theologie heraus.
1722 erweiterte Johann Georg III. Cotta den Verlag um eine Druckerei, und 1730 erhielt er vom Herzog von Württemberg das Privileg für die Hof- und Kanzleibuchdruckereien.
1787 übernahm Johann Friedrich Cotta die damals wirtschaftlich angeschlagene Firma von seinem Vater. Unter seiner Führung wurde die Cotta’sche Verlagsbuchhandlung zum wichtigsten Literaturverlag der Zeit. Auslöser dafür war Cottas Zusammenarbeit mit dem damals schon berühmten Friedrich Schiller, den er auf Vermittlung eines gemeinsamen Bekannten 1793 kennengelernt hatte und der ihn in Kontakt zu den Weimarer Klassikern und vor allem zu Johann Wolfgang von Goethe brachte. Von 1795 bis 1797 erschien bei Cotta Schillers literarische Programmzeitschrift Die Horen, später auch dessen Musen-Almanach sowie Goethes Kunstzeitschrift Propyläen. Obwohl diese Publikationen kurzlebig waren, entstanden darüber Cottas langjährige verlegerische Beziehungen zu den führenden Autoren der Zeit: Neben Werken von Schiller und Goethe publizierten auch Herder, Fichte, Hölderlin, Kleist, Jean Paul, Hegel, Schelling und Alexander von Humboldt im Verlag.
1798 kam erstmals die Allgemeine Zeitung heraus, die zur führenden deutschen Tageszeitung des 19. Jahrhunderts wurde.
1806 erschien bei Cotta eine erste Gesamtausgabe der Werke Goethes; 1807 bis 1865 das Morgenblatt für gebildete Stände, eine Kulturzeitung, und von 1838 bis 1870 die Deutsche Vierteljahrsschrift, eine allgemeinwissenschaftliche Publikation.
Nachdem bereits von 1798 bis 1803 in Stuttgart eine Filiale bestanden hatte, wurde 1810 der Verlagssitz dorthin verlegt und 1816 das Geschäft in Tübingen verkauft. In den Jahren 1806 bis 1867 hatte der Verlag als einziger das Recht, Werke von F. Schiller und J. W. von Goethe zu veröffentlichen. Nach dem Tode Johann Friedrich Cottas wurden dessen Erben 1832 Inhaber des Unternehmens und bauten es in der Folgezeit bedeutend aus. 1839 erwarben sie die G. J. Göschen’sche Verlagsbuchhandlung des wenige Jahre zuvor verstorbenen Georg Joachim Göschen in Leipzig, 1845 gründeten sie eine Bibelanstalt. 1868 erwarb der langjährige Cotta-Mitarbeiter Ferdinand Weibert den Göschen-Verlag und verlegte dessen Sitz auch nach Stuttgart.
1877 kam das Unternehmen unter die alleinige Geschäftsführung von Carl von Cotta, der die verlagseigene Druckerei an Adolf von Kröner verpachtete und 1882 schließlich verkaufte. 1889 erwarben Adolf und Paul Kröner auch den Verlag und führten ihn unter dem Namen J. G. Cotta’sche Buchhandlung Nachfolger weiter. 1892 wurde auch Adolfs Sohn Alfred Kröner Teilhaber. Nachdem der Verlag 1899 in eine GmbH umgewandelt worden war, errichtete man 1901 eine Filiale in Berlin. 1904 wurde die GmbH nach einigen Veränderungen im Bestand wieder aufgelöst und der Verlag kam in den Alleinbesitz von Adolf Kröner, nach dessen Tod 1911 in den Besitz seines jüngeren Sohnes Robert Kröner, der bereits seit 1899 Geschäftsführer war.
Bereits zu Beginn des 2. Weltkriegs hatte der Verlag begonnen, Bestände zur Schutzlagerung in ein Salzbergwerk bei Bad Friedrichshall zu transportieren; auch Bad Urach und Kirchheim unter Teck dienten als Verbringungsorte.
Bis 1943 war z. B. der Schriftsteller und ursprüngliche Autor des Gedichts Lili Marleen Hans Leip (Pseudonym Li-Shan Pe) Mitarbeiter des Cotta-Archivs.
Im Juli 1943 wurde Kläre Buchmann, die damalige Chef-Lektorin und stellvertretende Verlags-Geschäftsführerin in Überlingen am Bodensee beim dortigen Bürgermeister vorstellig: Der Verlag wolle einen Teil seiner wichtigen Buchbestände sowie die literarische Abteilung in die alte Stadt am Nordostufer des Überlinger Sees auslagern. Das Archiv mit seltenen Handschriften der Verlags-Klassiker wurde dann mit Möbelwagen angeliefert und im Gallerturm untergebracht, einem Teil der alten Überlinger Stadtbefestigung. Am 8. Oktober 1943 zerstörte ein Bombenangriff das Cotta-Verlagsgebäude in Stuttgart. Ebenfalls 1943 trat Liselotte Jünger, geb. Bäuerle in die Verlagsbuchhandlung ein, als Archivarin.
1952 kaufte der Verleger der Stuttgarter Zeitung (SZ) Josef Eberle zusammen mit Mitstreitern die Cotta’sche Handschriftensammlung mit mehr als 25.000 Briefen und Manuskripten; zwei Jahre danach auch die Cotta’sche Archivbibliothek mit mehreren tausend Bänden; er übergab sie dem Schiller-Nationalmuseum in Marbach am Neckar: Sie bildeten den Grundstock für das 1955 in Marbach begründete Deutsche Literaturarchiv, wo Liselotte Bäuerle von 1952 bis 1962 tätig war und unter dessen Dach sie mit der von der SZ gestifteten Handschriftensammlung das Cotta-Archiv aufbaute. Darüber hinaus verfasste sie eine Verlagsgeschichte und ein Bestandsarchiv.
1956 verkaufte die Familie Kröner den Verlag an eine Gruppe von Stuttgarter Verlegern und Buchhändlern.
1977 erwarb der Ernst Klett Verlag die Cotta’sche Buchhandlung und verschmolz sie mit dem eigenen Verlag zur Ernst Klett-J.G. Cotta’sche Buchhandlung Nachf. GmbH, abgekürzt Klett-Cotta.